# نيل جنكينز (لاعب كرة قدم)
نيل جنكينز (بالإنجليزية: Neil Jenkins)‏ (6 يناير 1982 بكارشالتون في المملكة المتحدة - ) هو لاعب كرة قدم بريطاني في مركز الدفاع. شارك مع منتخب إنجلترا تحت 20 سنة لكرة القدم. أما مع النوادي، فقد لعب مع إيستبورن بوروه ونادي ساوثيند يونايتد ونادي كرولي تاون ونادي ويمبلدون وهامبتون أند ريتشموند بورو وساتون يونايتد ونادي ليذرهيد.

## وصلات خارجية
- نيل جنكينز على موقع قاعدة بيانات كرة القدم.إي يو (الإنجليزية)
- نيل جنكينز على موقع Soccerbase.com (لاعب) (الإنجليزية)